# Epiplema styx
Epiplema styx är en fjärilsart som beskrevs av Butler 1881. Epiplema styx ingår i släktet Epiplema och familjen Uraniidae. Inga underarter finns listade i Catalogue of Life.